# One Survive
Singles de Mika Nakashima
Crescent Moon
(2002) Helpless Rain
(2002)
One Survive est le 3esingle de Mika Nakashima sorti sous le label Sony Music Associated Records le 6 mars 2002 au Japon. Il atteint la 8e place du classement de l'Oricon pour un total de 86 600 exemplaires vendus.
One Survive a été utilisé pour une campagne publicitaire pour Kodak MAX Beauty. Elle est présente, ainsi que True Eyes, sur l'album TRUE.

## Liste des titres
| 1. | One Survive                           | Minako Yoshida    | T2ya                | 4:53 |
| 2. | True Eyes                             | Hiromasa Ijichi   | Yoko Kuzuya         | 4:09 |
| 3. | Crescent Moon (Gonga Massive Version) | Takashi Matsumoto | Hiroaki Ono         | 4:35 |
| 4. | One Survive (Blaze Shelter Remix)     | Minako Yoshida    | T2ya, Blaze Shelter | 6:33 |
| 5. | One Survive (Instrumental)            | Minako Yoshida    | T2ya                | 4:51 |
| 6. | True Eyes (Instrumental)              | Hiromasa Ijichi   | Yoko Kuzuya         | 4:07 |

Vinyl
| 1. | One Survive | Minako Yoshida  | T2ya        | 4:53 |
| 2. | True Eyes   | Hiromasa Ijichi | Yoko Kuzuya | 4:09 |

| 1. | One Survive (Blaze Shelter Remix)                | Minako Yoshida | T2ya, Blaze Shelter | 6:33 |
| 2. | One Survive (Blaze Shelter Remix) (Instrumental) | Minako Yoshida | T2ya, Blaze Shelter | 6:33 |